# Lawrence Pressman
Pour les articles homonymes, voir Pressman.
Lawrence Pressman, né David Pressman le 10 juillet 1939 à Cynthiana, dans le Kentucky, est un acteur américain.

## Filmographie

### Cinéma
- 1971 : Making It : Mallory
- 1971 : Shaft, les nuits rouges de Harlem (Shaft) : Sergeant Tom Hannon
- 1971 : Des insectes et des hommes : Professeur Hellstrom
- 1974 : The Crazy World of Julius Vrooder : Passki
- 1975 : The Man in the Glass Booth : Charlie Cohn
- 1979 : Walk Proud : Henry Lassiter
- 1980 : Comment se débarrasser de son patron (Nine to Five) : Dick Bernly
- 1987 : The Hanoi Hilton : Cathcart
- 1988 : Honor Bound (en) de Jeannot Szwarc : Maxwell
- 1995 : Angus : Principal Metcalf
- 1996 : The Sunchaser de Michael Cimino : Agent in Charge Collier'
- 1997 : Le Plus fou des deux (Trial and Error) : Whitfield
- 1997 : Le Maître du jeu (The Maker) : Father Minnell
- 1998 : Le Géant et moi (My Giant) : Doctor
- 1998 : Very Bad Things : Mr. Fisher
- 1998 : Mon ami Joe (Mighty Joe Young) : Dr Elliot Baker
- 1999 : American Pie de Paul et Chris Weitz : Coach
- 2001 : Alex in Wonder : School Counselor
- 2001 : Docteur Dolittle 2 : Governor of California
- 2003 : American Pie : Marions-les ! (American Wedding) : Head Coach
- 2006 : American Dreamz : White House Butler
- 2005 : Nine Lives : Roman

### Télévision
- 1956 : The Edge of Night  : Roger Castermore #1 (1969)
- 1971 : Cannon  : Herb Mayer
- 1972 : The Snoop Sisters  : Lieutenant Steven Ostrowski
- 1973 : The Marcus-Nelson Murders : Cabot
- 1973 : Starring: Nancy Clancy
- 1974 : Winter Kill : Peter Lockhard
- 1975 : The First 36 Hours of Dr. Durant : Dr Konrad Zane
- 1976 : Le Riche et le Pauvre ("Rich Man, Poor Man")  : Bill Denton
- 1977 : Man from Atlantis  : Cmdr. Phil Roth
- 1977 : Mulligan's Stew  : Michael Mulligan
- 1977 : The Trial of Lee Harvey Oswald (en) : Paul Ewbank
- 1977 : Mulligan's Stew  : Michael Mulligan
- 1977 : The Gathering (en) : Tom Thornton
- 1978 : Like Mom, Like Me  : Michael Gruen
- 1979 : Blind Ambition  : H.R. Haldeman
- 1979 : The Gathering, Part II : Tom
- 1980 : Ladies' Man (en)  : Alan Thackeray
- 1982 : Cry for the Strangers : Glen Palmer
- 1982 : Rehearsal for Murder : Lloyd Andrews
- 1983 : Le Souffle de la guerre ("The Winds of War")  : Bunky Thurston
- 1984 : The Red-Light Sting (en): Larry Barton
- 1984 : The Three Wishes of Billy Grier: Frank
- 1984 : Victims for Victims: The Theresa Saldana Story : Dr Stein
- 1984 : For Love or Money : Herb
- 1986 : A Fighting Choice (en) : Dr Tobin
- 1994 : The Rockford Files: I Still Love L.A.: Kornblum
- 1986 : Au-dessus de tout soupçon (The Deliberate Stranger)  : Ken Wolverton
- 1986 : On Wings of Eagles  : Bill Gayden
- 1986 : The Drug Knot  : Jack Dawson
- 1988 : Little Girl Lost  : Lester
- 1989 : She Knows Too Much  : Robert Hughes
- 1989 : Breaking Point (en) : Gen. Smith
- 1989 : Vol 191 en péril (Fire and Rain)  : Mr. Hamilton
- 1991 : White Hot: The Mysterious Murder of Thelma Todd  : Roland West
- 1994 : Star Trek : Deep Space Nine (saison 3 épisode 5 : second skin) Cardassien, légat Tekeny Ghemor.
- 1994 : To My Daughter with Love  : Arthur Monroe
- 1994 : L'ennemi est parmi nous (The Enemy Within)  : Atty. General Arthur DanielsMarshall
- 1995 : Star Trek : Deep Space Nine (saison 3, épisode 26 : The Adversary) Ambassadeur de la fédération Krajensky (un fondateur korrigan)
- 1995 : Dix ans d'absence (Whose Daughter Is She?) : Dr Joe Steiner
- 1996 : A Case for Life
- 1996 : Changement de décors (The Late Shift)  : Bob Wright
- 1996 : Star Trek : Deep Space Nine (saison 5 épisode 19 Ties of Blood and Water) Cardassien, légat Tekeny Ghemor.
- 1996 : She Cried No  : Edward Connell
- 1996 : Hantée (en) (The Uninvited)
- 2000 : X-Files (épisode Un coin perdu) : Monsieur Milsap
- 2003 : DC 9/11: Time of Crisis : Vice President Dick Cheney
- 2003 : NCIS, Épisode 1.1 : Air Force One
- 2004 : Murder Without Conviction  : Dr G.K. Sanderson
- 2005 : Fathers and Sons  : Max's father
- 2007 : Cold Case - épisode : La Fin du monde (saison 5, épisode 7) : Robert 'Dobber' Metz

### comme producteur
- 2004 : En bonne compagnie (In Good Company)